# Championnats du monde de Mumm 30 1997
Navigation
1998
Les championnats du monde de Mumm 30 1997 sont une compétition internationale de sport nautique sous l'égide de la Fédération internationale de voile (ISAF). Cette édition 1997, la première, se tient à Marseille en France.

## Résultats
| # | Équipage              |
| - | --------------------- |
| 1 | Mike Law              |
| 2 | Antonio Sodo Migliori |
| 3 | Francesco Iacono      |
| 4 | Alain Fédensieu       |
| 5 | Ed Collins            |